# 小米電視2
小米電視2是小米科技於2014年6月3日開售的第2代智能電視產品。

## 概述
電視為4K規格，具備3D功能，屏幕大小為49英吋，內置小米盒子，音效方面附設8單元的條形音箱和超低音揚聲器，電視遙控則放棄一般的紅外線設計，使用藍牙無線配對。

## 問題
很多用家發現疑因天氣寒冷，令電視變了曲面並引致顯示問題，唯小米卻指上述情况「不會對顯示效果及功能有任何影响」，而沒有跟進問題。

## 外部連結
- 官方网站